# 加斯帕·科雷亞
加斯帕·科雷亞（葡萄牙語：Gaspar Correia，1492年—约1563年）是一名葡萄牙歷史學家，被認為是葡萄牙的波利比烏斯。他撰寫了《印度的傳說》（Lendas da Índia），這是關於葡萄牙在亞洲統治的最早和最重要的作品之一。

## 生平

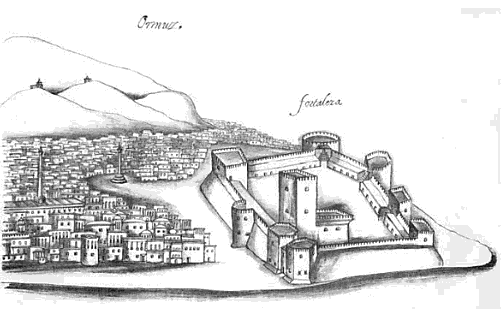
霍爾木茲要塞，來自《印度的傳說》（约1550年）。

人們對科雷亞或其家庭出身和出生地知之甚少。據推測，他出生於1492年。他主要生活在葡屬印度，據說他在1512—14年左右到達印度擔任士兵，然後被選為阿方索·德·阿爾布克爾克的代書，為此他感到非常自豪。他於1529年回到葡萄牙一段時間，但後來又回到印度。他的作品《印度的傳說》（Lendas da Índia）雖然寫得很粗糙，但被認為是當代不可缺少的參考資料，這得益於他在印度35年的工作，也得益於費爾南·羅佩斯·德·卡斯達聶達或若昂·德·巴羅斯所不知道的特權來源。他寫了歐洲第一本關於亞洲霍亂的書。一種理論認為他是在葡属马六甲被謀殺的，是瓦斯科·達伽馬的兒子史提芬·達伽馬總督所下達的命令。
3,500頁的《印度的傳說》手稿是在科雷亞死後不久由米格爾·達伽馬（Miguel da Gama）從印度帶到葡萄牙的，副本只在被授權的人中流傳。一位作者聲稱，該手稿於1556年分12卷出版，但如果存在的話，也沒有留下任何痕跡，但沒有引用任何資料。他的家人保留了原作的手稿，1858年（第一部分）和1864年（第二部分）由里斯本皇家科學院印刷。
科雷亞約於1563年在葡屬印度果阿逝世。